# Жиндо 1-е
Жиндо 1-е — село в Красночикойском районе Забайкальского края, административный центр сельского поселения «Жиндойское».

## География
Село находится в юго-западной части района, в пределах правобережной части долины реки Чикой при впадении в неё реки Жиндокон на расстоянии примерно 69 километров (по прямой) на юго-запад от села Красный Чикой.

## Климат
Климат резко континентальный с длительной холодной зимой и умеренно тёплым летом, Большая часть осадков выпадает в тёплое время года. Средняя температура воздуха по многолетним данным составляет от —3,3 °С, июльская от +17,2 °С, январская от —27 °С. Зима продолжительная, морозная, малооблачная, безветренная. Устойчивый снежный покров образуется после 1 ноября, разрушается в апреле. Весна поздняя, холодная и сухая. Лето короткое. Продолжительность безморозного периода колеблется по годам и длится в среднем 57 дней. В отдельные годы 100—110 дней. Осень обычно сухая и солнечная.

## Население
В селе было учтено 437 человек в 2002 году (98 % русские), 393 человека в 2010 году.